# بليك مور
بليك مور (بالإنجليزية: Blake Moore)‏ هو لاعب كرة قدم أمريكية أمريكي، ولد في 8 مايو 1958 في درم في الولايات المتحدة.

## وصلات خارجية
- بليك مور على موقع مرجع كرة القدم المحترفة.كوم (الإنجليزية)